# Marquesado de Alhama
El marquesado de Alhama es un título nobiliario español creado por la reina Isabel II en favor de Tomás de Ligués y Bardají, ministro plenipotenciario, mediante real decreto del 1 de marzo de 1864 y despacho expedido el 9 de diciembre del mismo año.

## Marqueses de Alhama
|                        | Titular                             | Periodo                |
| Creación por Isabel II | Creación por Isabel II              | Creación por Isabel II |
| ---------------------- | ----------------------------------- | ---------------------- |
| I                      | Tomás de Ligués y Bardají           | 1864-1883              |
| II                     | Joaquina Ligués y Bález             | 1883-¿?                |
| III                    | José Ramón de Chávarri y del Rivero | 1961-¿?                |
| IV                     | Cristina Chávarri y Gómez           | 1989-hoy               |

## Historia de los marqueses de Alhama
- Tomás de Ligués y Bardají (Cintruénigo, Navarra, 18 de septiembre de 1818-Madrid, 1 de abril de 1883), I marqués de Alhama, senador vitalicio, consejero de Estado, mayordomo de semana de la reina Isabel II, Gran Cruz de la Orden de Isabel la Católica y de la Orden del Cristo de Portugal, comendador de número de la Orden de Carlos III, caballero de la Orden Militar de San Juan de Jerusalén, grefier y rey de armas de la Orden del Toisón de Oro, ministro plenipotenciario.[2]

Casó el 7 de febrero de 1863, en Madrid, con Elvira Balez y de la Quadra, dama noble de la Orden de María Luisa. El 5 de agosto de 1883 le sucedió su hija:
- Joaquina Ligués y Bález, II marquesa de Alhama.

Casó el 6 de mayo de 1888 con Ramón Seoane y Ferrer, marqués de Seoane, vizconde de Morata, Gran Cruz del Mérito Civil. El 15 de abril de 1961 le sucedió por rehabilitación:
- José Ramón de Chávarri y del Rivero (n. Madrid, 15 de diciembre de 1926[6]), III marqués de Alhama.

El 20 de octubre de 1989, previa orden del día 9 del mismo mes para que se expida la correspondiente carta de sucesión (BOE del día 27), le sucedió su hija:
- Cristina Chávarri y Gómez (n. Madrid, 13 de mayo de 1957), IV marquesa de Alhama.[8]

Casó con Fernando Mazarrasa Alvear (n. 1955).